# Infopatija
Infopatija je eden izmed novejših načinov alternativnega zdravljenja. Bistvo infopatije je prenos informacije preko vibracije, v vodo ali polimer, ki jo (ga) naprej uporabimo za samo zdravljenje. Informacija, ki jo želimo prenesti naj bi se, po prepričanju izvajalcev infopatije, vtisnila v “spomin vode”. Ta koncept je prvi predlagal Jacqeus Benveniste, kot eno od možnih razlag terapevtskega delovanja homeopatskih izdelkov (pripravljeni tako, da v končnem izdelku ne zasledimo več izhodne substance. Ravno zato je infopatija tesno povezana s homeopatijo. Povezana pa je tudi z izopatijo, zeliščarstvom ter drugimi metodami zdravljenja. Po drugi strani je infopatija povezana tudi z informacijsko bioelektromagnetiko. Ta veda preučuje, kako se vibracija snovi (do molekul in atomov) prenese kot sporočilo v bodisi trden ali tekoč trden medij in se kasneje "razmnoži" ter pri tem v živih bitjih sproža določene fiziološke odgovore, ki omogočajo pot k ponovnemu blagostanju oziroma izboljšajo kvaliteto življenja.
Infopatija do ponovnega stika z boljšim stanjem poizkuša pomagati največkrat človeku (lahko tudi živali ali rastlini) z delovanjem na njegovo biopolje. Biopolja, bioenergije, bioplazme, etrskega telesa, pranskega telesa, subtilnega telesa in podobnih izrazov ne moremo enačiti, čeprav vsi kažejo na organizirano a zapleteno energijsko zgradbo živega bitja, ki je v ozadju dobro vidne in razmeroma raziskane strukture - tj. materialne plati živega bitja. Po razumevanju infopatije se tako slednja, kot energijska plat prepletata, a pri tem energijska velikokrat deluje kot vzrok, materialna pa kot posledica .

## Raziskave
Raziskave v infopatiji temeljijo tako na rezultatih iz raziskav karakteristik vode in vtiskov molekulskih sporočil, kot na rezultatih iz homeopatskih študij. 
Ena od predhodnh razsikav je obsegala prenos informacije iz suspenzije hormona tiroksina, ki igra pomembno vlogo v preobrazbi dvoživk, na destilirano vodo. Raziskovalci so v tem primeru opazovali kako uporaba testne vode vpliva na probrazbo žabe Rana temporaria . Večina do zdaj narejenih raziskav v Sloveniji, je bilo opravljenih na rastlinah, kjer naj bi se pokazalo, da vibracija izbrane učinkovine ponovljivo vpliva na rast kalic kreše. Ravno tako je raziskava po načelih slepega testa pokazala ponovljive učinke vibracije protistresne učinkovine na domače prašiče. Poizkusi na bakterijskih kulturah pa so pokazali, da vibracija lahko deluje podobno kot sama snov. 
Infopatski izdelki so bili testirani tudi na majhni skupini prostovoljcev, ki so poročali o rezultatih po jemanju. V nekaterih primerih so se pojavili stranski učinki kot npr. povečana občutljivost, poslabšanje simptomov osnovnega obolenja ali pojav neobičajnih psihičnih ali fizioloških sprememb v organizmu. Do teh pride zlasti v primeru stresa, ko organizem odgovori s pestrim, večpomenskim odgovorom, pa tudi takrat, ko se skriva razlog za motnjo drugje, kot se kaže navzven. Nosečnicam, doječim materam in otrokom se uporaba odsvetuje, saj gre za populacijo z višjim tveganjem.

## Infopatija in zdravilstvo
S stališča infopatije so živa bitja sistemi med urejenostjo in kaosom. Bitja »si želijo« ostati v ravnovesju, medtem ko skušajo kaos prebroditi oz. ga spremeniti v ravnovesje. Ko je slednje doseženo lahko trdimo, da je živo bitje zdravo. Le-temu ravnovesje omogoča, da se hitro odziva na informacije, sprejema jih prej omenjena energijska plat in ta preko urejenih valovanj nadzira delovanje komplicirane materialne ravni, kamor spadajo neštete molekule in njihove interakcije. Mnogi notranji in zunanji vplivi to ravnovesje vseskozi ogrožajo (porušijo), kar pomeni, da vzpostavljajo neurejene trenutke, ki vodijo v nestabilnost živega bitja, ali pa ojačajo togi red, zaradi česar so živa bitja lahko neodzivna na nujne spremembe. Ko je organizem v porušenem ravnovesju doživlja bolezen, ki ga spremlja klasična kombinacija ali vrsta simptomov. Simptom je torej znak organizma, ki se trudi ponovno preiti v ravnovesno stanje. 
Obstaja mnogo načinov, ki pripomorejo k ponovni vzpostavitvi ravnovesja v organizmu. V slednjega se lahko vnese točno želena snov, kar je glavna značilnost konvencionalne veje medicine. Zdravilstvo pa bitje zdravi največkrat z energijo ustrezne kvalitete. Infopatija kot veja zdravilstva spodbuja živo bitje k ravnovesju tako, da ga z vibracijo že omenjene točno določene snovi usmerja. Vibracije ne moremo enačiti z energijo. Prva ima zelo malo energije in organizmu ne more prav nič vsiliti. V tem smislu je infopatija zelo sorodna homeopatiji, saj mnogokrat infopatski pripravki delujejo po zakonu podobnosti. Efekt vibracije je odvisen od njene 'izdelave' (izbor tehnološkega postopka), od medija v katerega je bila vtisnjena (voda, polimer, stabilizator) in od dovzetnosti pacienta.

## Tehnologija izdelave infopatskih pripravkov
Osrednji način, s katerim poučen infopatski zdravilec zdravi so infopatske kapljice. S kemijskega stališča gledano, je glavni del infopatskih kapljic voda, kasneje pa je dodan stabilizator. Slednji je obvezen, saj se vibracija v vodo ne vtisne trajno. Za izdelavo kapljic se uporablja mehka voda, ki naj izvira na še vedno neokrnjenem področju narave. Vibracije so vtisnjene v vodo z elibratororjem, napravo ki temelji na tehnologiji ELIBRA. Ta izkorišča tri medsebojno ločljiva polja: magnetno, električno ali skalarno. 
V infopatskih kapljicah, pripravljenih z elibratorjem 2. generacije, ki izkorišča kombinacijo magnetnega in električnega polja, je stabilizator etilni alkohol. Razvoj metode je prinesel spoznanje, da je vibracijo moč učinkovito stabilizirati tudi s kalcitno-silikatnim gelom. Razlog temu je uporaba elibratorja 3. generacije, ki uporablja tako skalarno kot električno polje. Infopatske kapljice je moč pripraviti tudi z uporabo vseh treh polj (elibrator četrte generacije), vendar so tovrstni izdelki še v razvoju.
Tehnologija ELIBRA pa ne omogoča komuniciranja zgolj z vodnim medijem, ampak tudi z različnimi trdnimi polimeri. Na tak način se lahko izdela infopatski umetni kamen, čigar jedro je različen polimerizirajoč material. Tu je stabilizator kar sam polimer, zato je vibracija v izdelek vtisnjena trajno. Umeten kamen je seveda namenjen zgolj za zunanjo uporabo.

## Indikacije zdravljenja
Uporaba infopatije je relativno široka. Uporabljajo jo npr. ob težavah pri menopavzi, alergijah, različnih kroničnih vnetjih, glavobolih, migrenah, prekomerni teži itd. Prvi cilj infopatije je, da se človeško (živalsko...) telo z jemanjem pravilno izbrane vrste kapljic uglasi z vibracijo svojega biopolja. Ko je človek zdrav, torej v ravnovesju, jemanje kapljic ni več smiselno. Cilj infopatije je tako celostna ozdravitev, z drugimi besedami, da človek ohranja ravnovesje sam brez konstantne terapije; to pa ni vedno mogoče in takrat je cilj infopatije zvišati kakovost bolnikovega življenja. Infopatija spoštuje tako tradicijo zdravilstva kot medicine, zato je neločljivo povezana z razvojem in izobraževanjem.
Na Inštitutu za biolektromagnetiko in novo bilogijo izdelujejo infopatske kapljice za razne indikacije (npr. umirjeje srca, zniževanje pritiska, dvig telesne odpornosti...), prav tako pa izdelujejo tudi izdelke iz umetnega kamna (npr.za pomirjanje otrok).